# Incendio forestal de Lytton (2021)
El incendio de Lytton, también conocido como el incendio de Lytton Creek, es un incendio forestal en curso que comenzó el 30 de junio de 2021, justo al sur del poblado Lytton en Columbia Británica, Canadá. El fuego destruyó gran parte de Lytton y ha causado dos muertes civiles hasta el 3 de julio, con algunos residentes aún en paradero desconocido. Este incendio es uno de los varios incendios forestales de Columbia Británica de 2021 que arden en toda la provincia y facilitados por la ola de calor más grande del oeste de América del Norte de 2021.
En el momento del incendio, Lytton tenía una población de 250 habitantes, de los que entre 1.500 y 2.000 personas vivían cerca.

## Visión general
El incendio forestal comenzó justo al sur de Lytton en la madrugada del 30 de junio de 2021. El pueblo había estado estableciendo récords de temperatura canadienses en los días anteriores, incluyendo alcanzar los 49.6 °C el día anterior. En condiciones cálidas y secas, vientos de hasta 71 kilómetros por hora empujaron el fuego hacia el norte hacia la comunidad, y el fuego pudo haberse estado expandiendo de 10 a 20 km/h(kilómetros por hora) 
. Los bomberos voluntarios comenzaron a lidiar con los incendios junto al río; La Rcmp comenzó a evacuar a los residentes cerca del incendio. A medida que avanzaba el fuego, los tanques de propano explotaron. Los vientos frustraron cualquier esfuerzo de extinción de incendios al alejar el agua de la manguera del fuego haciendo inútil el ahorro de edificios. El fuego arrasó el pueblo "en cuestión de minutos", obligando a la evacuación precipitada de sus residentes sin tiempo para recoger sus pertenencias. El alcalde Jan Polderman emitió una orden de evacuación a las 6:00 PM. Algunos residentes notificaron a los dueños de tiendas locales del peligro inminente para que pudieran huir. La Primera Nación Lytton tenía un plan de evacuación y rápidamente lo llevó a cabo con poca antelación sin la ayuda de las autoridades provinciales.
Había tres rutas de evacuación desde el pueblo: (1) al noroeste en la carretera 12 a Lillooet, (2) al norte en la carretera Trans-Canada a Spences Bridge luego al sureste a Merritt, y (3) al norte en la carretera Trans-Canada a Cache Creek y luego al este a Kamloops. Tanto la Carretera Trans-Canadiense como la Autopista 12 fueron cerradas al tráfico de no evacuados minutos antes de que se emitiera la orden de evacuación de Lytton.
Para el 2 de julio, la Primera Nación Kamloops había abierto sus terrenos de Powwow para ayudar a dar cuenta de los miembros de la Banda que huían del fuego. Para el 3 de julio, muchos residentes de Lytton habían sido evacuados al cercano Boston Bar, donde los bomberos también estaban luchando contra los incendios forestales.

## Daño
El fuego destruyó el 90% de la aldea, mató a dos personas y obligó a la evacuación de las comunidades cercanas de las Primeras Naciones. El 1 de julio, el diputado local Brad Vis hizo una publicación en Facebook indicando que había informes de varias lesiones además de las dos muertes.
Casi todas las casas dentro de la aldea fueron destruidas. Algunas casas al otro lado de la carretera de la aldea se salvaron, pero eran inhabitables ya que estaban aisladas de los servicios de electricidad, alcantarillado y agua. La cuenca hidrográfica del pueblo puede haber sido contaminada por productos químicos utilizados para combatir el fuego, y las ruinas pueden plantear el riesgo de exposición química tóxica. El fuego aronó en gran medida la calle principal de Lytton que quemando la oficina de correos, la estación de ambulancias, el centro de salud, el destacamento de la RCMP y el hotel. Los residentes de las Primeras Naciones fuera de la aldea perdieron sus hogares. La infraestructura ferroviaria y carvaria también resultó dañada. Se estima que el daño podría costar a las compañías de seguros cerca de 100 millones de dólares.

## Causa
Se especuló con que las chispas de un tren que pasaba podrían haber iniciado el fuego; sin embargo, las autoridades no lo han confirmado. Los ferrocarriles están obligados a informar a la Junta de Seguridad en el Transporte de cualquier incendio a lo largo de sus líneas ferroviarias, y la TSB no ha recibido ningún informe de ese tipo. El Servicio de Incendios Forestales de B.C. cree que el fuego fue causado por el hombre y se originó dentro de la comunidad y se había propagado desde allí. No dio ninguna causa específica. CN Rail respondió a un video que mostraba uno de sus trenes en llamas diciendo que el tren estaba a 45 kilómetros al sur de Lytton y que el humo visto provenía de un incendio diferente que ya estaba ardiendo. Ese tren había pasado por Lytton sin incidentes varias horas antes del incendio.

## Crítica
El presidente del Consejo Tribal de la Nación Nlaka'pamux, jefe Matt Pasco, indicó a los medios de comunicación que el Gobierno Provincial y el Distrito Regional Thompson-Nicola no coordinaron las evacuaciones y los recursos con las Primeras Naciones amenazadas por el fuego. El Consejo Tribal de la Nación Nlaka'pamux representa a tres bandas Nlaka'pamux, pero no a la Primera Nación Lytton, la más grande. Cuando el Gobierno se puso en contacto con Pasco, se trataba de la salud del ganado que se encontraba en su rancho, más que de los residentes de las Primeras Naciones que tenían que huir.
El primer ministro de Columbia Británica, John Horgan, tuvo que responder a las críticas sobre la respuesta de la provincia a la crisis. Los dirigentes de las Primeras Naciones se quejaron de que la provincia obstaculizaba la evacuación debido a las malas comunicaciones y al no prestar suficiente apoyo a los evacuados. La jefa Janet Webster, de la Primera Nación Lytton, dijo que la provincia debería haber declarado inmediatamente el estado de emergencia.
Las Primeras Naciones se opusieron a la reanudación del servicio ferroviario en la zona debido a la especulación de que una chispa de un tren causó el incendio. Amenazaron con un bloqueo de las líneas ferroviarias locales. El 5 de julio, Canadian Pacific Railway había reanudado el servicio ferroviario a través de la Primera Nación de Lytton, pero Canadian National Railway no lo había hecho, ya que su línea fue más dañada por el incendio. Transport Canada no ha impuesto ninguna restricción adicional a los ferrocarriles de la zona, diciendo que corresponde a los ferrocarriles garantizar la seguridad.